# دستمزد اعتصاب
دستمزد اعتصاب پرداختی است که توسط اتحادیه کارگری به کارگرانی که در اعتصاب هستند، برای کمک به رفع نیازهای اولیه آنها داده می‌شود. این پرداخت اغلب از محل ذخیره ویژه‌ای که به عنوان صندوق اعتصاب شناخته می‌شود، داده می‌شود. کارگران اتحادیه استدلال می‌کنند که پرداخت دستمزد اعتصاب، توان آنها را در چانه‌زنی دسته‌جمعی در مذاکره با کارفرمایان افزایش می‌دهد و در نتیجه احتمال اعتصاب را کاهش می‌دهد، زیرا کارفرمایان می‌دانند که اگر کارمندانشان اعتصاب کنند، این منبع مالی را در اختیار دارند. هنگامی که کارگران اعتصاب می‌کنند، می‌توانند با استفاده از درآمد و پس‌انداز قبل از اعتصاب نیز زندگی خود را بگذرانند.
دستمزد اعتصاب در قوانین استرالیا به معنای پرداخت توسط کارفرمایان برای جبران درآمدهای از دست رفته توسط کارکنان در طول فعالیت‌های صنعتی می‌باشد. بر اساس قانون ولدن و همکاران، دستمزد اعتصاب، به معنای معمول بالا، «در استرالیا و نیوزلند نسبتاً غیر معمول است».